# Le Boulevard
Le Boulevard, est un hebdomadaire à visées culturelles fondé par Étienne Carjat aidé de Alphonse de Launay et paru à Paris de janvier 1862 à juin 1863.

## Description et histoire
Après l'expérience difficile du Diogène qui s'achève en 1857, Carjat fonde un nouveau journal en 1861 ; il utilise pour cela l'argent de commanditaires et installe en même temps son atelier photographique au 56 de la rue Laffitte dans le 9e arrondissement de Paris. Ce sera Le Boulevard dont les bureaux sont à la mème adresse que son atelier. 
Carjat a cette fois un projet plus ambitieux : un hebdomadaire in-folio 47,5 sur 31,5 cm, huit pages avec deux pages consacrées à un dessin et qui est vendu chaque dimanche à 40 centimes. Comme il est annoncé à côté du titre, le journal comportera « 104 dessins et 936 colonnes de texte par an ». La partie rédactionnelle se veut plus variée et culturelle : chronique parisienne, feuilleton, chronique musicale, critique littéraire, petites nouvelles etc..
Grâce aux nombreux amis de son entourage, des plumes connues contribuent au journal : Erckmann et Chatrian, Léon Daudet entre autres, fournissent des feuilletons, Victorien Sardou et Charles Baudelaire publient des poèmes, Théodore de Banville et Charles Asselineau donnent des critiques sur la littérature et la peinture, Charles Bataille des chroniques sur la vie parisienne. Champfleury publie une critique remarquée sur la caricature moderne. Pour le lancement de la  publication en avril 1862 des Misérables de Victor Hugo, le journal mène une vigoureuse campagne publicitaire et publie dans les numéros 14 à 27 des extraits du roman,.
Étienne Carjat réalise un portrait-charge pour chaque numéro en page 3, et d'autres dessinateurs se succèdent pour le deuxième dessin en page 6. Du numéro 11 au numéro 37, Honoré Daumier qui a quitté Le Charivari, est parfois l'auteur de l'un des dessins, et notamment dans le numéro 24, du célèbre dessin « Nadar élevant la photographie à la hauteur de l'art ». On voit aussi des dessins humoristiques d'Émile Durandeau ou Louis Émile Benassit.
Un album intitulé Collection des charges de portraits, scènes comiques sur les principaux personnages de notre temps est édité, reprenant les illustrations du Boulevard. Un autre album, intitulé Souvenirs d'artistes est également mis en vente, un tirage plus luxueux sur papier épais par l'imprimeur Bertaud.
Cependant, les positions prises par le journal : soutien à Hugo, éloge de Courbet, déplaisent au pouvoir et les imprimeurs s’inquiètent. Le numéro du 14 juin 1863 paraît entouré d'un liséré noir et annonce la fermeture « à la suite d'un avertissement et d'un conseil officieux ». Outre cela, la situation financière du journal était critique et Carjat sort ruiné de l'aventure qui a duré dix-huit mois. Longtemps il s'en souviendra, comme dans cette lettre à Castel du 26 janvier 1865 où il parle de « sa petite bourse saignante des plaies de mon Boulevard... ».

## Liste des numéros
Chaque numéro contient deux dessins en pleine page. Ci-dessous les portraits-charge fournis par Carjat. Le procédé de reproduction pour ces dessins est la lithographie.
1er décembre 1861 : (spécimen) Honoré Daumier
- Première année : 1862

1. -  5 janvier      : Victorien Sardou
2. - 12 janvier      : Charles Thiron
3. - 19 janvier      : Jules Janin (?)
4. - 26 janvier      : Gioachino Rossini
5. - 2 février       : Aimé Millet
6. - 9 février       : Champfleury
7. - 16 février      : Aurélien Scholl
8. - non répertorié
9. - 2 mars          : Auguste Vacquerie
10. - 9 mars          : Charles Gounod
11. - 16 mars         : Charles Monselet
12. - 30 mars         : Halevy et Reynard
13. - non répertorié
14. - non répertorié
15. - 13 avril        : Alfred Velpeau
16. - 20 avril        : Leconte de Lisle
17. - 27 avril        : Bocage
18. - non répertorié
19. - non répertorié
20. - 18 mai          : Théodore Barrière
21. - 25 mai          : Camillo Sivori
22. - non répertorié
23. - 8 juin          : Charles Bataille
24. - non répertorié
25. - 22 juin         : Paul Féval
26. - 29 juin         : Ferdinand de Lesseps
27. - non répertorié
28. - 13 juillet      : Antoine-Augustin Préault
29. - 20 juillet      : Henri Monnier
30. - 27 juillet      : Coquelin (ainé ou cadet ?)
31. - non répertorié
32. - 10 août         : Cabarrus[N 1]
33. - 17 août         : Eugène Pelletan
34. - 24 août         : Théodore de Banville
35. - non répertorié
36. -  7 septembre    : Hector Berlioz
37. - 14 septembre    : Joseph-François Malgaigne
38. - non répertorié
39. - 28 septembre    : Édouard Brisebarre
40. -  5 octobre      : Édouard Brindeau
41. - 12 octobre      : Adolphe Dupuis
42. - 19 octobre      : Alphonse Saxe[N 2]
43. - 26 octobre      : Amédée Rolland et Jean du Boys
44. -  2 novembre     : Gil-Pérès
45. -  9 novembre     : Diaz (?)
46. - 16 novembre     : Louis Monrose
47. - non répertorié
48. - 30 novembre     : Félix-Auguste Duvert
49. -  7 décembre     : Emilio Naudin
50. - non répertorié
51. - 21 décembre     : François-Louis Lesueur

- Deuxième année : 1863

1. -  4 janvier       : Hippolyte et Anatole Lionnet
2. - 11 janvier       : Jules Noria (?)
3. - 18 janvier       : Gâtechair[N 3]
4. - 25 janvier       : Auguste Nélaton
5. - 1er février  : Gustave Doré
6. - non répertorié
7. - non répertorié
8. - 22 février       : Paul Meurice
9. -  non répertorié
10. -  8 mars          : Jacques Offenbach
11. -  15 mars         : Henry Litolff
12. -  22 mars         : Crockett[N 4]
13. -  29 mars         : Pierre-François Villaret
14. -  5 avril         : Joseph Mery
15. - 12 avril         : Samson (?)
16. - non répertorié
17. - non répertorié
18. - non répertorié
19. - non répertorié
20. - 17 mai           : Alfred de Caston (Léon-François-Antoine Aurifeuille)
21. - 24 mai           : Albert-Ernest Carrier-Belleuse (par Honoré Daumier)
22. - 31 mai           : Frédéric Febvre
23. - 7 juin           : Gustave Courbet
24. - 14 juin          : Achille-Félix Montaubry

.

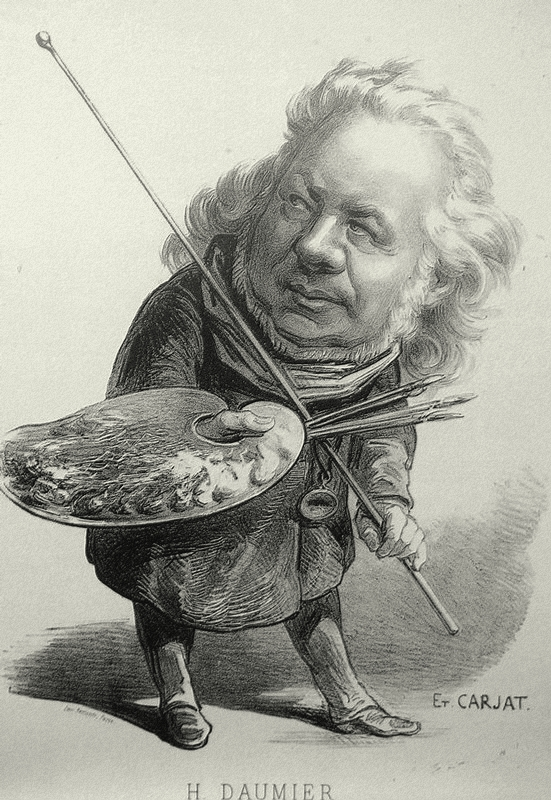
Honoré Daumier, portrait-charge par Étienne Carjat, n° spécimen du 1er décembre 1861.
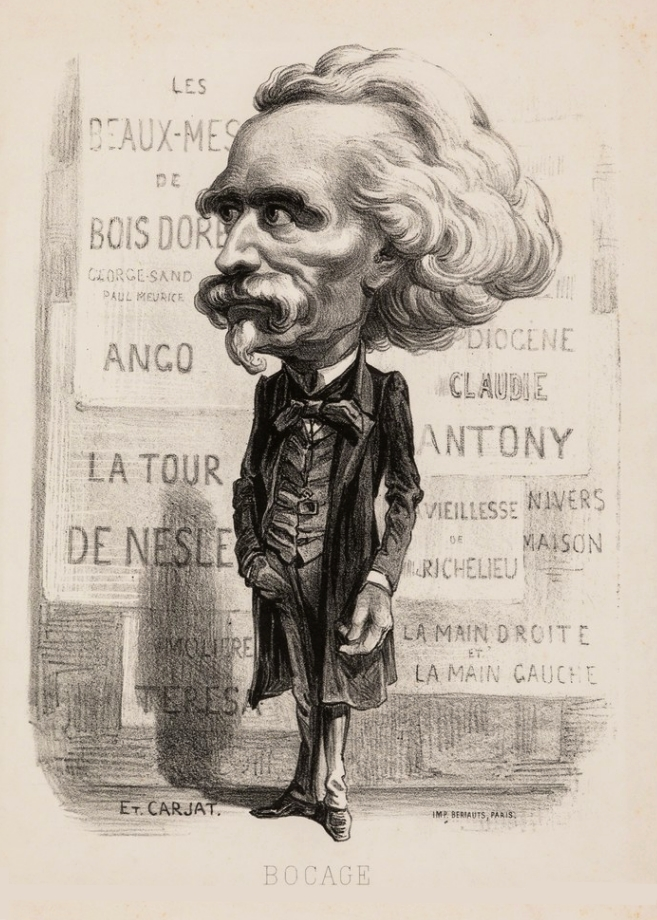
Bocage, portrait-charge par Étienne Carjat, no 17 du 27 avril 1862.
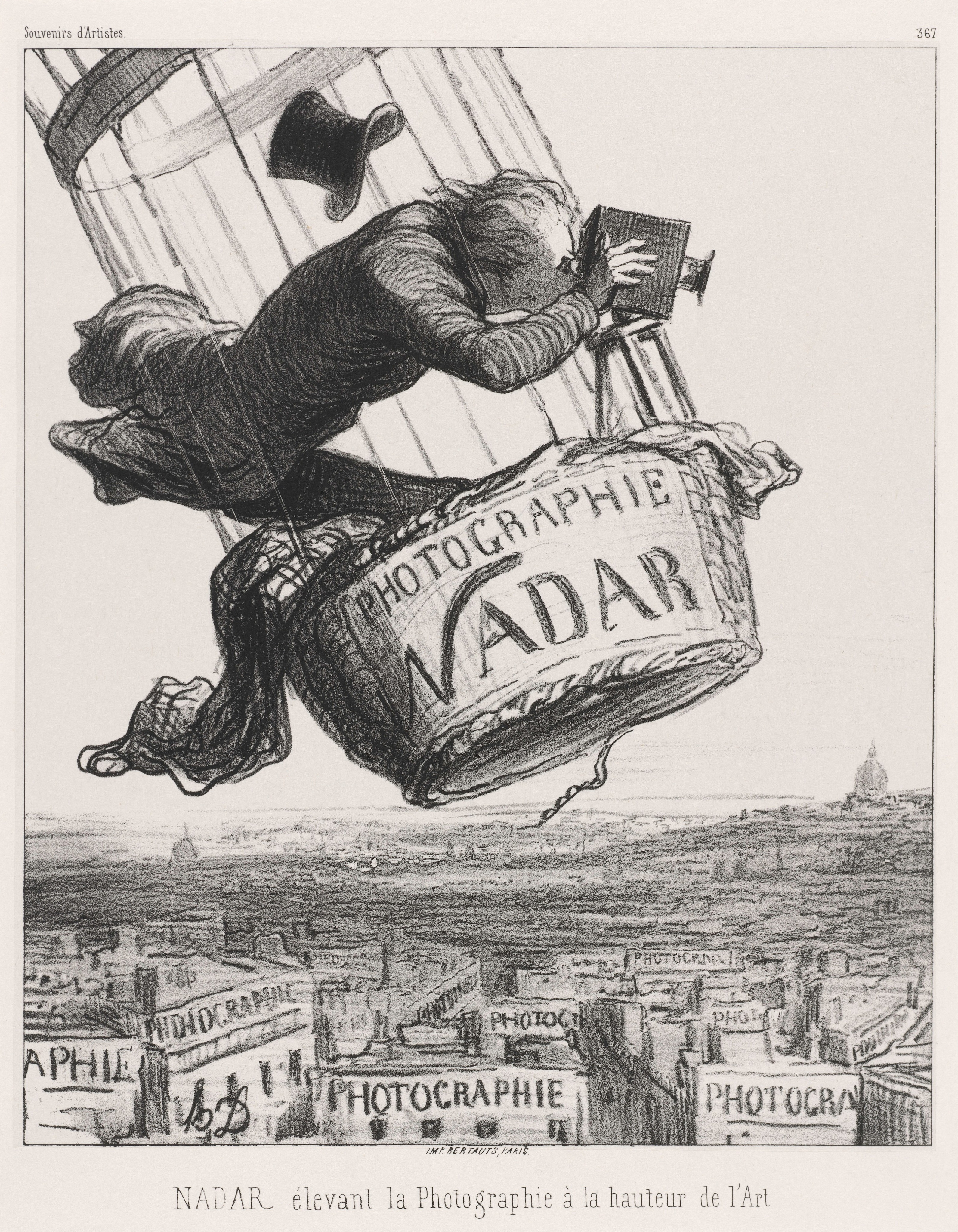
Nadar par Honoré Daumier no 4 du 25 mai 1862.
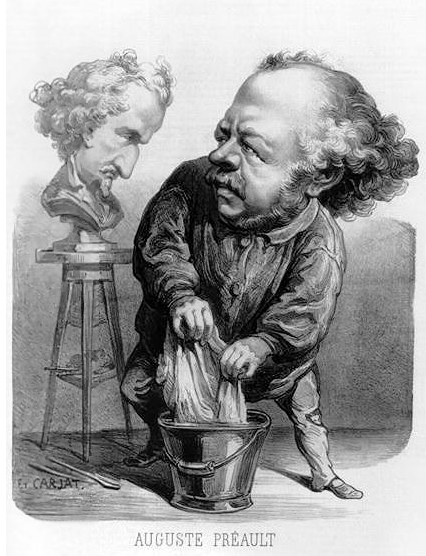
Antoine-Augustin Préault, portrait-charge par Étienne Carjat, no 28 du 13 juillet 1862.
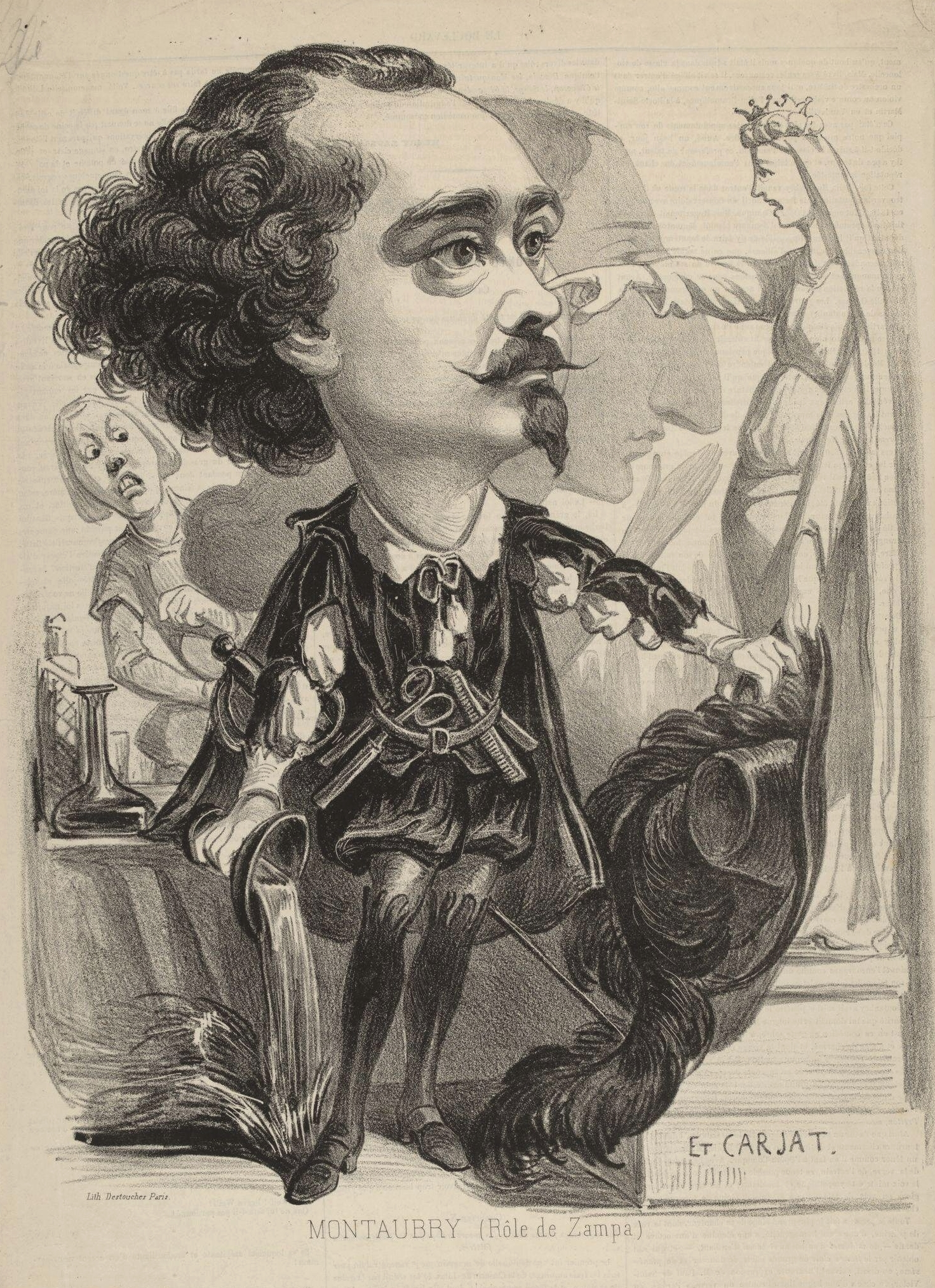
Achille-Félix Montaubry par Carjat, no 24 du 14 juin 1863, le dernier numéro.